# Acácio da Silva Mora
Acácio da Silva Mora (Montalegre, 2 de gener de 1961) és un ciclista portuguès, ja retirat, que fou professional entre 1982 i 1994. Nascut a Montalegre, va viure la seva infantesa i joventut a Luxemburg, on els seus pares es van exiliar per fugir de la dictadura de Salazar.
Durant la seva carrera esportiva aconseguí una quarantena de victòries. Destaquen cinc etapes al Giro d'Itàlia, tres al Tour de França i el Campionat de Portugal en ruta de 1986. Al Tour de França vestí el mallot groc de líder durant quatre etapes en l'edició de 1989.

## Palmarès
- 1980
  - 1r a la Fletxa del sud
- 1983
  - 1r al Tour de Kaistenberg
  - Vencedor d'una etapa de la Volta a Luxemburg
- 1984
  - 1r a la Coppa Placci
  - 1r al Tour de Kaistenberg
  - Vencedor d'una etapa del Giro del Trentino
- 1985
  - 1r a la Coppa Agostoni
  - 1r al Giro dell'Emilia
  - Vencedor de 2 etapes del Giro d'Itàlia
  - Vencedor d'una etapa de la Tirrena-Adriàtica
  - Vencedor d'una etapa del Tour de Romandia
  - Vencedor d'una etapa de la Volta a Suïssa
- 1986
  -  Campió de Portugal en ruta
  - 1r al Campionat de Zúric
  - Vencedor de 2 etapes del Giro d'Itàlia
  - Vencedor d'una etapa del Tour del Llemosí
- 1987
  - Vencedor d'una etapa del Tour de França
- 1988
  - 1r al Trofeu Luis Puig
  - Vencedor d'una etapa de la Volta a Suïssa
  - Vencedor d'una etapa de la Dauphiné Libéré
  - Vencedor d'una etapa del Tour de França
  - Vencedor d'una etapa de la Volta a Galícia
- 1989
  - Vencedor d'una etapa del Giro d'Itàlia
  - Vencedor d'una etapa del Tour de França
- 1990
  - Vencedor d'una etapa de la Volta a Luxemburg

### Resultats al Tour de França
- 1986. 82è de la classificació general
- 1987. 64è de la classificació general. Vencedor d'una etapa
- 1988. 92è de la classificació general. Vencedor d'una etapa
- 1989. 84è de la classificació general. Vencedor d'una etapa. Porta el mallot groc durant 4 etapes
- 1990. 108è de la classificació general
- 1992. 61è de la classificació general

### Resultats al Giro d'Itàlia
- 1982. 78è de la classificació general
- 1983. 97è de la classificació general
- 1984. 23è de la classificació general
- 1985. 33è de la classificació general. Vencedor de 2 etapes
- 1986. 7è de la classificació general. Vencedor de 2 etapes
- 1989. 48è de la classificació general. Vencedor d'una etapa. Porta la maglia rosa durant 2 etapes
- 1990. 49è de la classificació general
- 1991. 57è de la classificació general
- 1992. 46è de la classificació general
- 1993. 73è de la classificació general

### Resultats a la Volta a Espanya
- 1987. Abandona (12a etapa)
- 1988. 38è de la classificació general
- 1991. 65è de la classificació general
- 1993. 64è de la classificació general